# Cuisine de rue

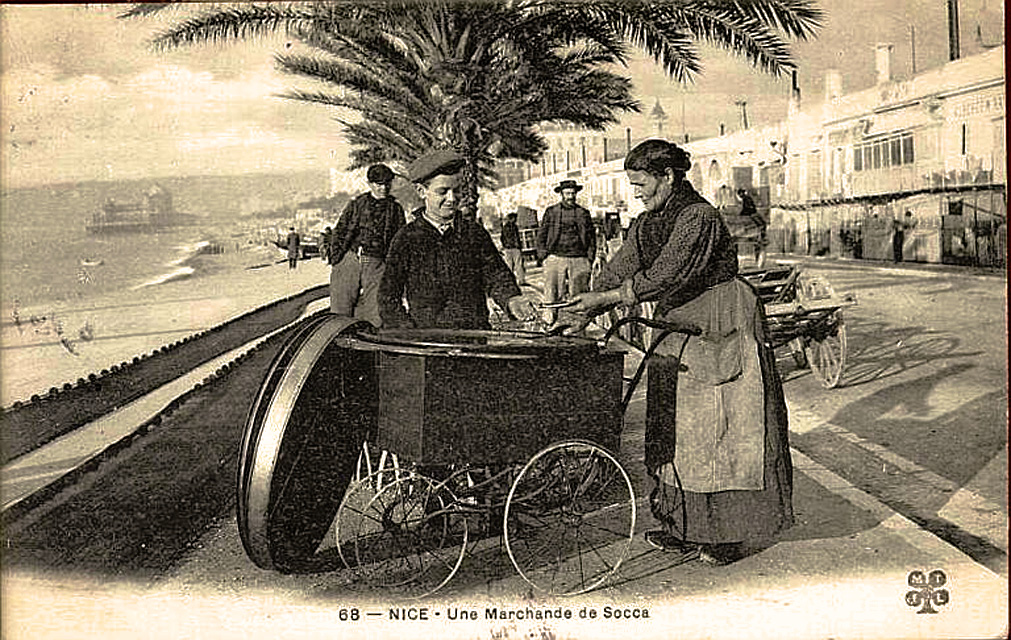
Marchande de socca à Nice au début du XXe siècle.

La cuisine de rue (parfois désignée par le terme anglais de « street food ») est la mise en vente de plats, aliments et boissons dans la rue ou tout espace public par des marchands ambulants ou au moyen d'aménagements extérieurs de commerces d'alimentation. Dans le même secteur, la cuisine de rue est moins chère que l'offre des restaurants voisins.
La cuisine de rue peut reposer sur les recettes traditionnelles d'une région, mais la plupart du temps les mets se diffusent au-delà de leur région d'origine.

## Histoire
Il est possible de percevoir les origines de la cuisine de rue dans l'Égypte et la Grèce antique où du poisson frit est vendu par des colporteurs sur les place publiques. Dès l'Antiquité, il existe de nombreux établissements de cuisine de rue, tels que les thermopolia qui peuvent être considérés comme les ancêtres des chariots de rue modernes.
Dans l'Europe médiévale, la vente d’oublies et de gaufres dans la rue remonte au Moyen Âge ; celle des châtaignes rôties est encore vivace en période de Noël. En France, des marchands vendent de la nourriture de rue en vantant leurs mérites ; en témoignent les « cris de Paris » mis en musique par Clément Jannequin au XVIe siècle, ou ceux rapportés par Louis Sébastien Mercier dans son Tableau de Paris au XVIIIe siècle.
En Belgique comme dans le Nord de la France, les baraques à frites ont tendance à disparaître au XXIe siècle mais la tradition des beignets subsiste dans les ducasses, kermesses et autres foires.

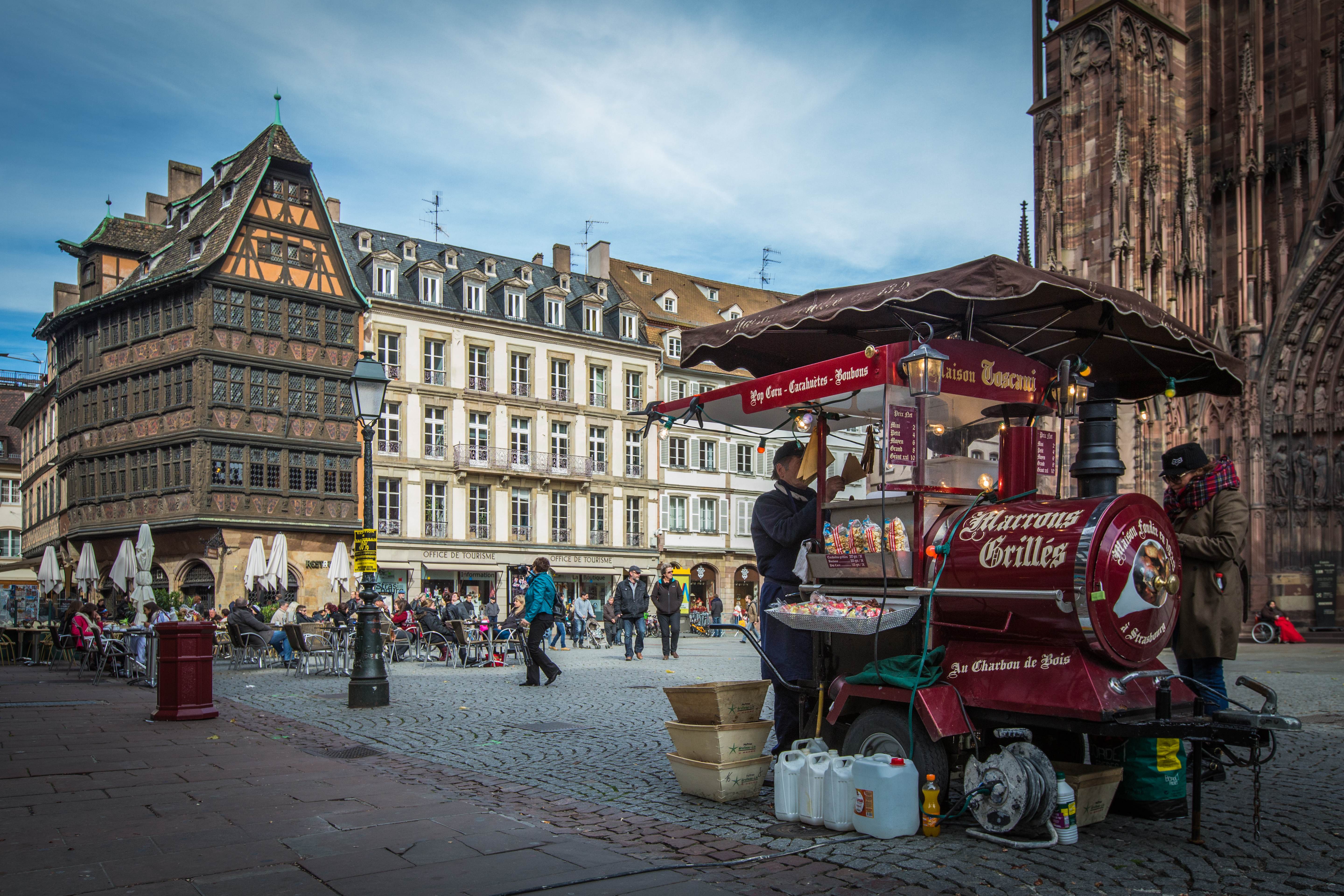
Marchand de marrons chauds (Strasbourg, octobre 2013).
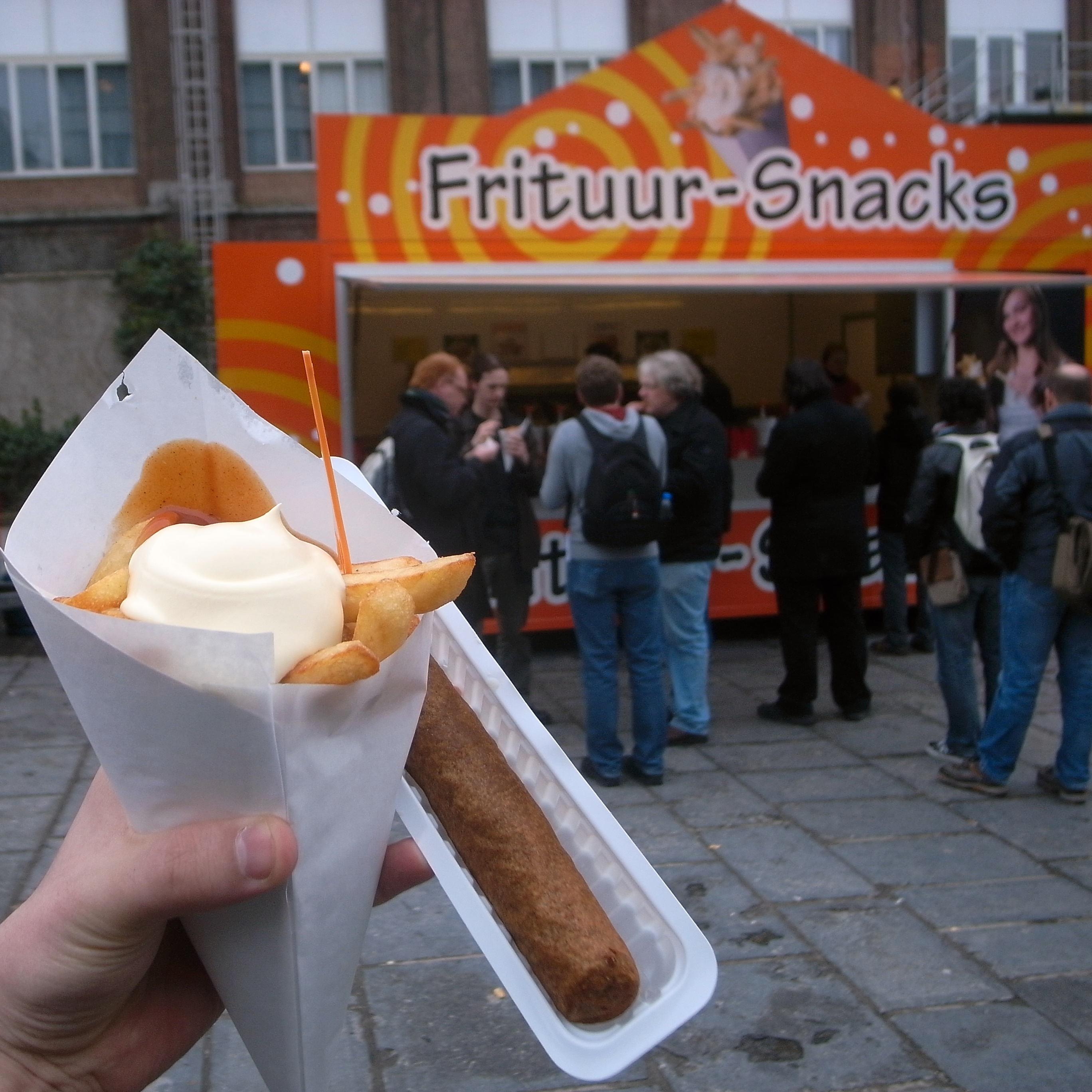
Frites en sachet, fricadelle et baraque à frites.

Les camions aménagés pour la cuisine apparaissent aux États-Unis au XIXe siècle.
En URSS, on pouvait boire, moyennant un kopeck, de l'eau gazeuse non aromatisée, et moyennant trois kopecks, de l'eau gazeuse aromatisée, aux distributeurs automatiques, très largement répandus. La photo ci-dessous ne montre pas les deux verres en « verre » aussi épais que celui de pots à confiture qu'on rinçait en les retournant sur l'emplacement situé à droite. On pouvait aussi se désaltérer avec du kvas (квас) que l'on consommait éventuellement près de remorques ressemblant aux tonnes à eau. Il y avait aussi de nombreux(ses) vendeurs(ses) de glaces (мороженое) qui, bien que sommairement emballées comme du beurre, étaient excellentes. En plus consistant, on rencontrait des vendeurs ambulants de boublikis> (бублики), de beliachis (беляши) transportés dans de petits chariots dotés d'un étal couvert par une cage vitrée. On vendait aussi des épis de maïs sur les plages, etc.

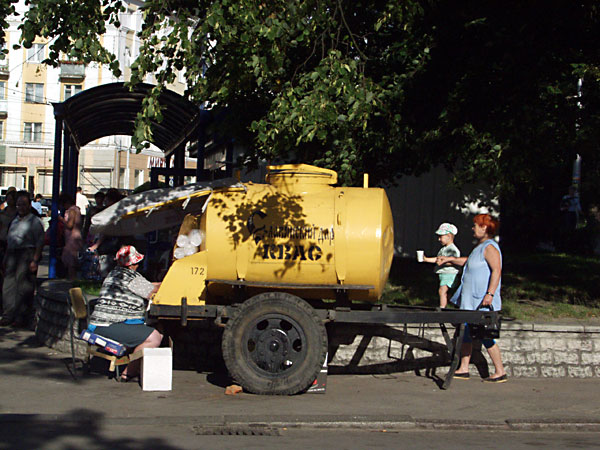
Kvas à la vente dans une rue de Kaliningrad.
Petite fille repartant avec sa glace.
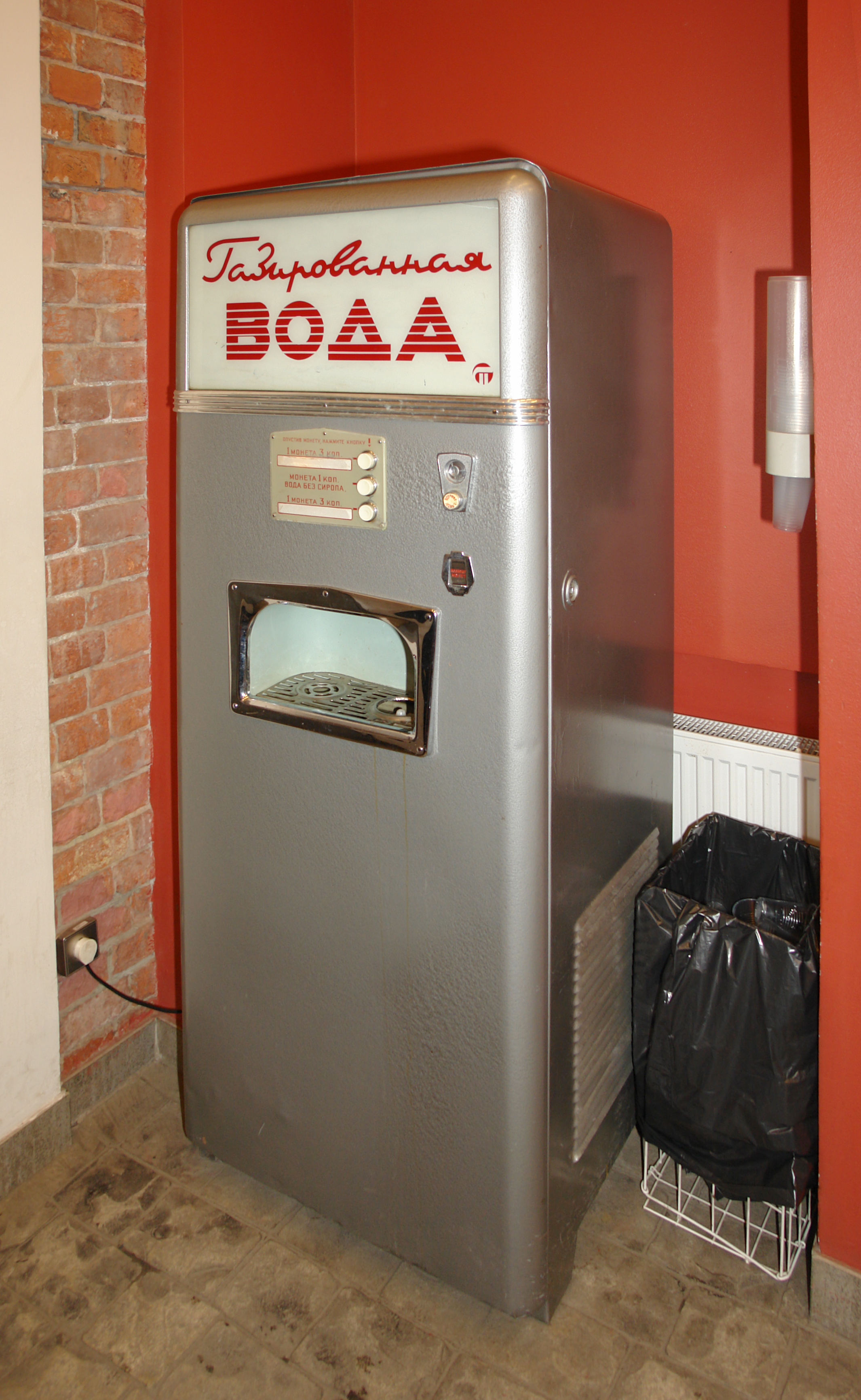
Distributeur automatique d'eau gazeuse.
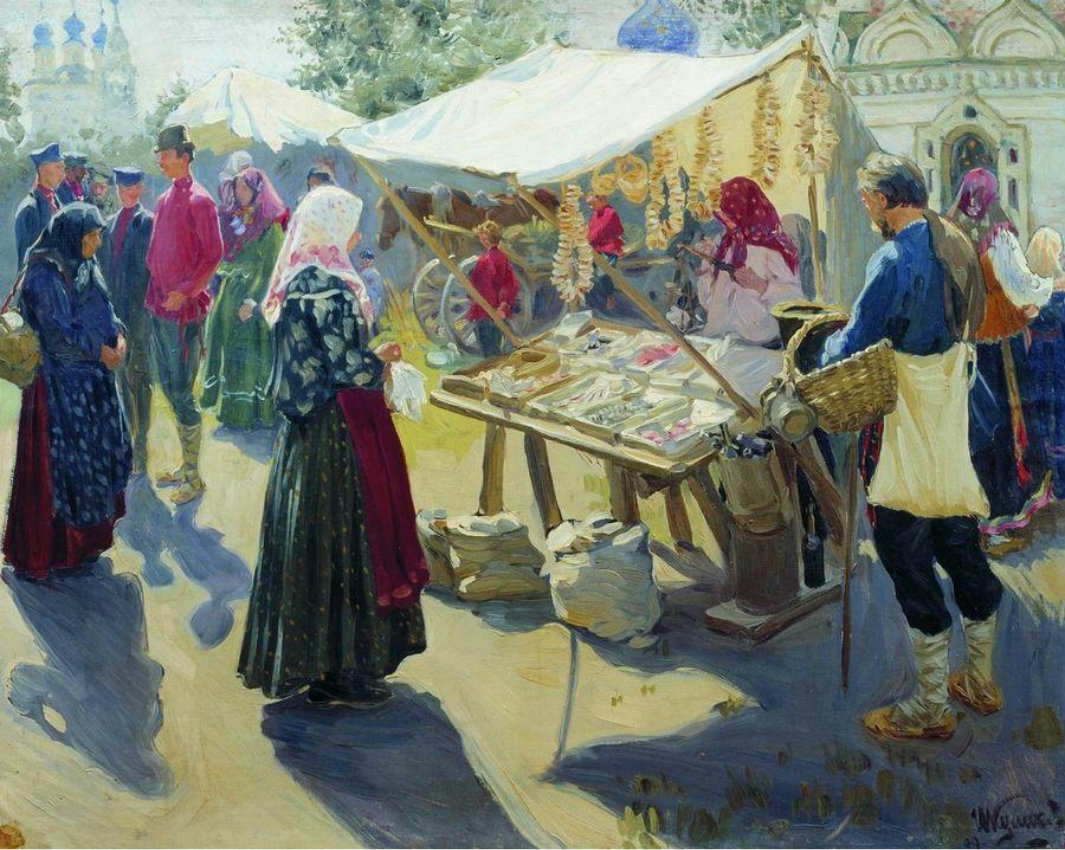
Ivan Koulikov, stand avec boublikis (bagels en anglais) en 1910.

En Chine, la tradition est importante et reste présente dans l'ensemble du pays, où elle est appelée jiētóu xiǎochī (街头小吃), littéralement, « collation du coin de la rue ». Des chariots ambulants qui proposent des baozi (包子) ou des jianbingguozi (煎饼果子) avant l'aube, aux vendeurs offrant tard dans la soirée des patates douces au four ou des fruits prédécoupés comme de l'ananas, de la pastèque, prêts à être dégustés, en passant par les nombreux vendeurs de tofu puant, des œufs durs cuits dans du thé, des ananas grillés.

## Économie
L'importance de la cuisine de rue dans l'économie des pays émergents est souvent sous-évaluée car elle est considérée comme faisant partie du secteur informel. La cuisine de rue engendre pourtant des revenus importants et constitue une source appréciable d'emploi : d'après le Bureau international du travail, dans les années 1980, les vendeurs de rue représentaient 29 % de l'ensemble des travailleurs en Amérique centrale.
Selon une étude de 2007 de l'Organisation des Nations unies pour l'alimentation et l'agriculture, plus de 2,5 milliards d'individus consomment quotidiennement de la cuisine de rue.
Bien que les entreprises qui vendent de la cuisine de rue soient généralement petites et familiales, elles sont nombreuses et créatrices d'emplois, en particulier pour les femmes. Les raisons de consommer de la cuisine de rue peuvent être diverses : tradition, souci d'économie, rapidité ou encore plaisir du lien social.

## Hygiène et santé
Dans des lignes directrices publiées en 1996, l'Organisation mondiale de la santé détaille les bénéfices de la cuisine de rue pour la préservation du lien social et l'alimentation des populations les plus pauvres. Elle met cependant en garde contre les risques pour la santé et l'environnement.

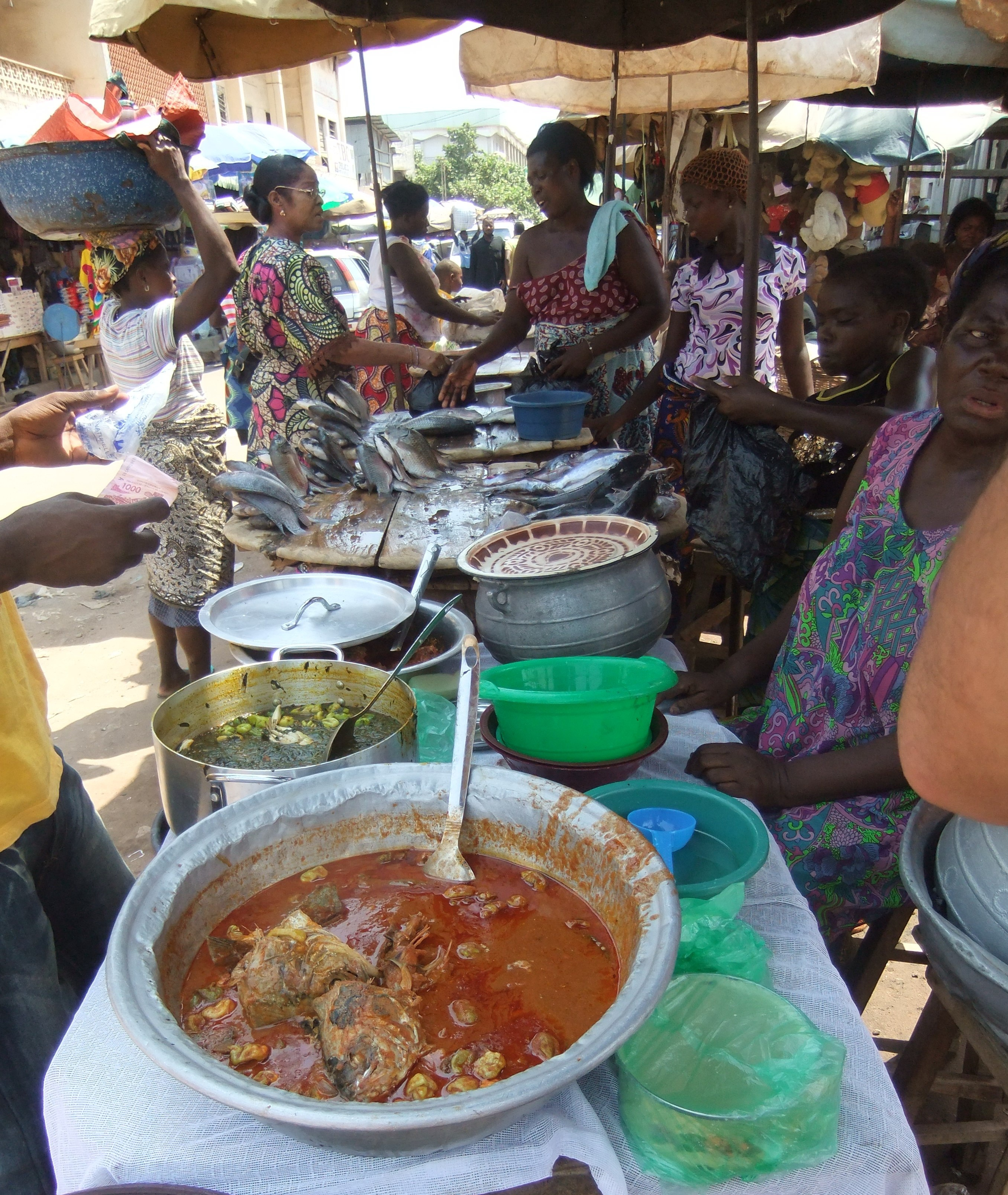
Cuisine de rue à Lomé (Togo).